# Clarence Gaines
Clarence Edward Gaines (Paducah, 21 maggio 1923 – Winston-Salem, 18 aprile 2005) è stato un cestista e allenatore di pallacanestro statunitense, membro del Naismith Memorial Basketball Hall of Fame dal 1982. Era soprannominato "Big House".